# Запорожье (Луганская область)
Запорожье (укр. Запоріжжя) — посёлок, относится к Краснолучскому городскому совету Луганской области Украины.

## Географическое положение
Находится около 30 км от города Красный Луч и 25 км от Дебальцево.
Соседние населённые пункты: посёлки Фащевка (Перевальский район) и Комендантское на западе, Фащевка (Антрацитовский район) на юго-западе, Индустрия и Садово-Хрустальненский на юге, Красный Кут на юго-востоке, Грушёвое, Давыдовка, сёла Артёма на востоке, Уткино на северо-востоке, Адрианополь на севере, посёлок Городище на северо-западе.

## Общие сведения
Центр Запорожского поселкового совета, в который входят также населённые пункты Комендантское и село Артёма.

## Население
В январе 1989 года численность населения составляла 1507 человек.
На 1 января 2013 года численность населения составляла 892 человека.
С весны 2014 года — под контролем Луганской Народной Республики.

## Социальная инфраструктура
В посёлке есть дом культуры, общеобразовательная школа № 24, два футбольных стадиона, спортплощадка.

## Промышленность и транспортная инфраструктура
Рядом проходит железнодорожный двухпутный перегон Фащевка-Петровеньки. Есть свой остановочный пункт, который именуется «28 километр». В основном население работает на угледобывающих предприятиях района. К поселку относится бывшая государственная шахта Запорожская, которая в 1970-х годах была закрыта. Работает шахта «бис» 153, которая в данный момент[когда?] является частной. В 2015 году возобновила работу частная шахта «Северная». В нынешнее время[когда?] население Краснолучского региона работает на этой шахте.

## Достопримечательности
В центре посёлка расположены памятники Ленину, погибшим шахтерам и воинам ВОВ.

## Местный совет
94550, Краснолучский горсовет, пгт. Запорожье, ул. К.Маркса, 6